# Maksymilian Feuerring
Maksymilian Feuerring (ur. 16 listopada 1896 we Lwowie, zm. 1985 w Sydney) – polski artysta malarz pochodzenia żydowskiego.

## Życiorys
Urodził się w 16 listopada 1896 we Lwowie w rodzinie ortodoksyjnych Żydów. Ukończył Królewską Szkołę Artystyczną w Berlinie (1916). Ochotniczo wstąpił do Wojska Polskiego (porucznik rezerwy). Jako stypendysta rządu włoskiego studiował we Włoszech: we Florencji (1922), a następnie w Akademii Sztuk Pięknych w Rzymie (1923–1927). W latach 1927 do 1929 przebywał w Paryżu, gdzie był członkiem Związku Polskich Artystów Plastyków i Unii Polskich Artystów Plastyków. W 1932 był jednym z założycieli grupy Nowa Generacja. Swoje prace wystawiał m.in. w Instytucie Propagandy Sztuki w Warszawie, Muzeum im. Bartoszewiczów w Łodzi oraz w Krakowie, Lwowie, Paryżu, Rzymie, Berlinie, Czechosłowacji. Współpracował z krakowskimi pismami „Głos Plastyków” i „Tygodnik Artystów”.
Brał udział w obronie Polski we wrześniu '39, pojmany trafił do Oflag VII A Murnau, gdzie przebywał do końca wojny. W obozie po jego kierunkiem rozwijał swój talent malarski Kazimierz Kopczyński.
Po wojnie w latach 1947–1950 nauczał na Uniwersytecie w Monachium, a w 1950 wyemigrował do Australii, gdzie tworzył i wykładał na Uniwersytecie w Sydney. Dwukrotnie reprezentował Australię na Biennale w São Paulo i otrzymał nagrodę Albury Art Prize. Zdobył co najmniej piętnaście nagród artystycznych na australijskich wystawach konkursowych.
Jego prace znajdują się m.in. w National Gallery of Australia i Muzeum Sztuki w Łodzi.

## Odznaczenia
- Medal Pamiątkowy za Wojnę 1918–1921[3]